# Nothing Records
Nothing Records — американский лейбл звукозаписи, основанный в 1992 году Трентом Резнором из Nine Inch Nails и Джоном Мальмом Младшим (менеджер NIИ). Стилизация лейбла была направлена на индастриал-метал, индастриал-рок, альтернативный рок, электронику. В 2004 году рекорд-студия прекратила своё существование.

## История

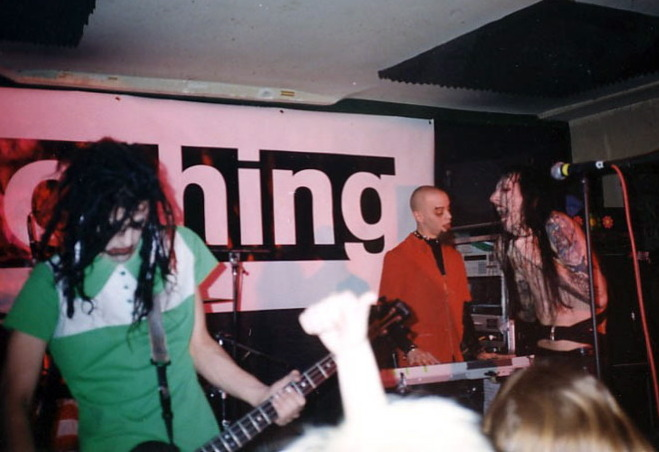
Marilyn Manson на выступлении
«Nights of Nothing», 1996 год

Nothing Records стал известен, в первую очередь, тем, что на нём записывались Nine Inch Nails и протеже Трента Резнора — Marilyn Manson. Прочие исполнители, подписавшие контракт с лейблом, не смогли достичь такой популярности и мирового признания, как сделали это его основатели.
Студия часто поощряла своих поклонников через интернет. К примеру, лейбл открыл бесплатный радио-поток, по которому вещалась компиляция, собранная исполнителями Nothing Records, их продюсерами и фанатами.
В сентябре 2004-го, в момент переезда Трента Резнора из Нового Орлеана на Западное побережье США, на официальном сайте студии появилась вывеска:
Nothing Studios: 1994-2004
Что явно говорило о прекращении жизни лейбла. Таким образом, Джон Мальм Младший вбил не последний, но самый крепкий девятидюймовый гвоздь в гроб рекорд-студии. Слушатели Nothing Records строили предположения, является ли информация на сайте правдивой, но общественность получила исчерпывающий ответ, когда Резнор предъявил иск соучредителю. Трент Резнор выиграл дело, обвинив ответчика в мошенничестве и нарушении фидуциарной обязанности, отсудив у него $2.95 млн.. Как потом оказалось, главного участника NIN обманули, когда он подписывал контракт с бухгалтером. В итоге, Мальм получал 20 % от общего дохода студии, а не от чистой выручки, тем самым оставляя себе большие отчисления «на чай». 

Я чувствовал, что у меня был бухгалтер, которому я не мог доверять.Оригинальный текст (англ.)I felt I had an accountant I couldn't trust.

## Список исполнителей
- Nine Inch Nails
- Marilyn Manson
- Pop Will Eat Itself
- Einstürzende Neubauten
- The The
- Squarepusher
- Plaid.